# 孙志刚事件
孙志刚事件或孙志刚案發生於2003年，是指原籍湖北黄冈的孙志刚被广州市人民政府执法机关以三无人员的理由收押，拘禁期间被收容所员工殴打身亡的事件。此事件虽经官方声称为收容所员工犯罪的个案，却引发了中国国内对收容遣送制度的大讨论。中华人民共和国政府之后颁发新法规，废除了广泛被认为是有弊端漏洞、并有违宪指责的收容遣送制度。本事件是中国早期合法性审查的典型案例。

## 事件背景
事发时（2003年），中国许多大中城市（深圳、广州）规定外来务工人员必须办理暂住证。根据当时的《广东省收容遣送管理规定》第九条第6款规定：“有下列情形之一的人员，应当予以收容：……（六）无合法证件且无正常居所、无正当生活来源而流落街头的；”而根据广东省法制工作委员会的解释：“仅缺暂住证，是不能收容的。”
警察有权抓捕违反规定的人，并把他们遣返原籍或者关押于收容所。在实行过程中，警察往往只锁定那些没有职业的外来农民工、流浪者、乞讨者等弱势群体。在相关城市的一些大型活动之前，警察为了保安和城市形象，往往采取集中抓捕和遣返的行动。

## 事件经过
孙志刚（1976年7月29日－2003年3月20日），湖北黄冈人，2001年毕业于武汉科技学院艺术系艺术设计专业，2003年2月24日被广州市达奇服装有限公司雇佣。由于刚来广州，他未办理暂住证。3月17日晚上他出門上网，也没有带身份證。在當晚11點左右，他在路上被查暂住证的警察送往黃村街派出所。在這裡，他打了一個電話给朋友，要求對方把他的身份證明文件送往該派出所。可是當對方携带保释金及孙志刚的身份证到達派出所之後，疑因孙志刚之前顶撞警察，仍被当事民警无理拒绝保释。孙志刚随后被轉送往收容站，其收容表格上莫名其妙说其是三无人员，符合收容条件；而事实是孙本人有正常住所、有合法工作、有合法的身份证件，并不符合收容条件。3月20日，孙志刚死于广州收容人员救治站（广州市脑科医院江村住院部）。
官方最早坚持孙志刚是正常因病死亡，但《南方都市报》记者调查发现他是被毒打致死。後官方不得不重新进行调查，最后公布的结果是孙是在医院中被护工和同房病人殴打致死。喬燕琴等十多名涉案人员随后被拘捕。
广州市中级人民法院於同年6月9日一審判決主犯喬燕琴死刑、剝奪政治權利終身，第二主犯李海婴被判處死刑、緩期兩年執行，其餘十名罪犯分別被判處有期徒刑三年至無期徒刑。另有六名有關官員因而被控瀆職罪，判監一至三年。乔燕琴等十二人不服，提出上诉。6月27日，广东省高级人民法院作出终审裁决，驳回乔燕琴等人上诉，维持原判。依据最高人民法院授权，核准乔燕琴死刑，当日执行。同日，广州市中级人民法院对涉案的官员李耀辉等五人的上诉作出终审判决，驳回上诉，维持原判
。

## 事件影响
2003年4月25日，《南方都市报》首先披露此事，引发诸多媒体关注与强烈社会反响。此前也发生过收容所员工犯法的案件，但是由于此次孙志刚身亡，并且其身份不是流浪汉而是大学生，因而产生极大影响。许多媒体详细报道了此一事件，并曝光了许多同一性质的案件，在社会上掀起了对收容遣送制度的大讨论。先后有8名学者上书全国人大常委会，要求就此对收容遣送制度进行违宪审查（如今中国大陆多用“合宪性审查”一词）。
孙志刚案件从表面上看是由于公安机关错误收容，民政机关管理混乱导致的一起悲剧事件，发生这一事件的根本原因却是由于收容遣送制度存在缺陷。收容遣送制度的核心内容是对乞讨者和其他露宿街头生活无着的人员实行强制性收容，然后遣送回原籍，兼有福利和管理功能。它授予了行政机关行为人没有触犯任何法律法规时，未经审判即可剥夺其自由的权力。实际执行中，只要发现没有携带合法证件，就可能被当成“三无”人员被抓捕。
- 2003年5月16日，三名法学博士俞江（华中科技大学法学院）、滕彪（中国政法大学法学院）、许志永（北京邮电大学文法学院）向全国人大常委会递交审查《城市流浪乞讨人员收容遣送办法》的建议书，认为：《收容遣送办法》中限制公民人身自由的规定，与《中华人民共和国宪法》和有关法律相抵触，应予以改变或撤销[7]。

- 2003年5月23日，五位著名法学家贺卫方、盛洪、沈岿、萧瀚、何海波以中国公民的名义，联合上书全国人大常委会，就孙志刚案及收容遣送制度实施状况提请启动特别调查程序。

然而，这些公民在向全国人大常委会要求启动合宪性审查之后，似“泥牛入海”无消息。对于公民启动合宪性审查程序，全国人大常委会法工委法规备案审查工作室并没有表示是否受理，是否进行了审查，也没有答复。
2003年6月20日，中华人民共和国国务院公布《城市生活无着的流浪乞讨人员救助管理办法》，自2003年8月1日起执行。《城市流浪乞讨人员收容遣送办法》同时废止。但是根据媒体的披露，地方人民政府执法机关针对非本地户籍人口的滥用暴力情况，仍然时有发生。2003年7月，民政部颁布《城市生活无着的流浪乞讨人员救助管理办法实施细则》，要求对生活无着的流浪乞讨人员进行核实，对确属救助对象者实施生活救助。各地“收容遣送站”也更名为“救助管理站”，8月1日起正式实施。
本事件为中国的政法院校授课时都会讲授的重要案例，反映的是當時社會對國家形成的壓力足以迫使政府回應。

## 后续
孙志刚安葬于家乡湖北省黄冈市黄州区陶店乡幸福村，距离他曾就读的小学不足百米，墓地由其父亲孙禄松亲手设计，从2003年6月开始修建，一直到当年12月14日完工。占地面积250多平方米的墓地，分成三大部分，墓地最前部分是一座小桥，小桥后建有一座小亭，孙禄松为小桥起名“救助桥”，亭子的名字叫做“改制亭”。小桥和亭子后面建了两个花坛，花坛后是墓园。墓两侧是孙志刚最爱的两棵桂花树，孙禄松特意从老宅门前移来陪伴儿子。在建孙志刚墓之初，就墓地上的文字，孙禄松广泛征求各方意见。孙禄松从中挑选了语言平实有力者，镌刻在大理石碑之上。
《孙志刚墓志铭》的文字是这样的：“一九七六年七月二十九日：出生于湖北黄冈；二零零一年：武汉科技学院染美本科毕业；二零零三年二月：就职于广州，任美术平面设计师；同年三月十七日：因无暂住证被非法收容；同年三月二十日：死亡，终年二十七岁；同年四月十八日：经法医鉴定其系遭毒打致死；同年四月二十五日：《南方都市报》发表《被收容者孙志刚之死》；同年四至六月：孙志刚的悲剧引起全国各地乃至海外各界人士的强烈反响；同年六月五日：广州当地法院开庭审理孙志刚案；同年六月二十日：《城市生活无着的流浪乞讨人员救助管理办法》公布；同年八月一日：一九八二年《城市流浪乞讨人员收容遣送办法》废止。以生命为代价推动中国法治进程，值得纪念的人——孙志刚”。